# Miranda de Azán
Miranda de Azán è un comune spagnolo di 343 abitanti situato nella comunità autonoma di Castiglia e León.